# Диксон, Оскар
Барон Оскар Диксон (швед. Oskar von Dickson, 2 декабря 1823 — 6 июня 1897) — шведский магнат, купец, коммерсант, промышленник и филантроп шотландского происхождения. В своё время считался самым богатым человеком Швеции.
Известен как организатор (вместе с королём Оскаром II, купцами М. К. Сидоровым и А. М. Сибиряковым) арктических экспедиций, в том числе по Северному морскому пути. Оказал большое содействие путешествию Норденшёльда на судне «Вега» в российскую Арктику и к берегам Гренландии, плаванию Фритьофа Нансена на «Фраме», а также полярной экспедиции Саломона Андре на воздушном шаре.
Как энтузиаст исследований Арктики, способствовавший исследованию Приполярья,  в 1885 году был удостоен дворянства и титула барона. С 1878 года Диксон был членом Шведской королевской академии наук.
В Карском море в честь Оскара Диксона был назван остров и бухта, а позднее и посёлок городского типа (и городское поселение) в Красноярском крае РФ. Также его имя носят Земля Диксона и Диксонфьорд на Шпицбергене.